# Михайлинська сільська рада
| Михайлинська сільська рада — колишній орган місцевого самоврядування у Козятинському районі Вінницької області з адміністративним центром у с. Михайлин. Сільській раді підпорядковані населені пункти: - с. Михайлин - с. Широка Гребля |

## Склад ради
Рада складається з 16 депутатів та голови.

## Керівний склад сільської ради
| ПІБ                         | Основні відомості                                                                  | Дата обрання | Дата звільнення |
| --------------------------- | ---------------------------------------------------------------------------------- | ------------ | --------------- |
| Пищик Віктор Миколайович    | Сільський голова, 1954 року народження, освіта, член Соціалістичної партії України | 26.03.2006   | 31.10.2010      |
| Поліщук Микола Анатолійович | Сільський голова, 1973 року народження, освіта середня спеціальна, безпартійний    | 31.10.2010   |                 |

Примітка: таблиця складена за даними джерела